# James Hand
James „Slim“ Hand (* 7. Juli 1952 in Waco, Texas als James Edward Hand; † 8. Juni 2020 ebenda) war ein US-amerikanischer Country-Musiker und Songwriter.

## Leben
Hand wuchs in der Gemeinde Tokio, McLennan County in Texas, auf und begann im Alter von dreizehn Jahren mit dem Gitarrenspiel und Gesang. Nachdem sich Hand bereits als Jugendlicher einer kleinen Band angeschlossen hatte, fing er an eigene Songs zu schreiben und Solo aufzutreten. Neben lokalen Konzerten führte Hand auch zwei Tourneen durch Europa mit Dale Watson durch. Sein erstes Album veröffentlichte der Musiker 1999 im Alter von 47 Jahren. 2004 bekam Hand einen Vertrag bei Rounder Records.
2014 übernahm Hand eine Hauptrolle in dem Spielfilm Thank You A Lot; hier spielte er eine fiktive Version von sich selbst.
Am 8. Juni 2020 verstarb Hand im Providence Healthcare Center in Waco an den Folgen einer Herzinsuffizienz.
Hands Sohn Tracer ist ein professioneller Bullenreiter.

## Diskografie

### Alben
- 1997: Shadows Where the Magic Was
- 1999: Evil Things
- 2003: Live From The Saxon Pub Austin TX
- 2006: The Truth Will Set You Free
- 2009: Shadow on the Ground
- 2012: Mighty Lonesome Man
- 2014: Stormclouds in Heaven

## Filmografie
- 2014: Thank You A Lot
- 2017: When We Burn Out